# Alain Dhénaut
Alain Pierre André Dhénaut, né à Nanteuil-lès-Meaux (Seine-et-Marne) le 7 février 1942 et mort à Suresnes (Hauts-de-Seine) le 29 septembre 2010, est un réalisateur, producteur et scénariste français. 

## Biographie
Alain Dhénaut a commencé sa carrière en signant des documentaires pour la télévision avant de réaliser des téléfilms et épisodes de diverses séries.
Il était l'époux de Geneviève Cluny et de l'actrice Catherine Sola. 

## Filmographie

### Court métrage
- 1963 : Le Type au ras du cou blanc

### Télévision
- 1967 : Spéciale Dernière
- 1968 (31 décembre) : Soirée Prestige Réveillon
- 1972 : Le Fils du ciel
- 1976 : La Peur des autres
- 1977 : Les Borgia ou le Sang doré
- 1979 : L'Œil du sorcier
- 1980 : La Faute de Monsieur Bertillon
- 1980 : Bruges la morte
- 1982 : Comme un roseau
- 1984 : Le Bonheur à Romorantin
- 1986 : Chez Maupassant
- 1988 : Nuit d'ivresse